# Larson
Larson – jednostka osadnicza w Stanach Zjednoczonych, w stanie Dakota Północna, w hrabstwie Burke.